# Huang Kaixiang
Huang Kaixiang (chinesisch 黄凯祥, Pinyin Huáng Kǎixiáng; * 15. Januar 1996) ist ein chinesischer Badmintonspieler. 

## Karriere
Huang Kaixiang wurde 2013 Juniorenweltmeister. Bei den Australia Open desselben Jahres wurde er bereits Dritter bei den Erwachsenen. Auch beim Indonesia Open Grand Prix Gold 2013 wurde er Dritter. Bei den Chinesischen Nationalspielen 2013 siegte er mit dem Herrenteam von Fujian.